# 上海电影博物馆
上海电影博物馆位于中华人民共和国上海市徐汇区漕溪北路595号的上海电影集团大楼一樓至四樓，总面积1.5万平方米。

## 展厅
博物馆展陈分为光影记忆、影史长河、电影工场、荣誉殿堂四大主题展区和五号摄影棚及艺术影厅。其常设展介绍了100年来上海电影业的发展变迁。此外博物館還有展品3000餘件和70多個互動裝置。

## 历史
上海电影博物馆原址為上海電影製片廠，由上海电影集团公司开办，於2013年6月16日正式開館。

## 交通
- 上海地铁1号线上海体育馆站
- 上海地铁4号线上海体育馆站